# 신남성 동・서돈대
신남성 동・서돈대는 경기도 광주시 중부면 산성리, 남한산성 제7암문에서 남쪽으로 검단산 정상부에 있다. 신남성은 제7암문에서 남쪽으로 검단산 정상부에 있다. 남격대, 또는 대봉(對峯)이라고도 불리며 동쪽과 서쪽에 두 개의 돈대가 있다. 동돈대는 정상부를 돌아가면서 원형에 가깝게 축조되었는데 1996년 보수 과정에서 상당부분 신재로 보충되었다. 서돈대는 동돈대에서 서쪽으로 약 200여 미터 지점에 있다. 서돈대와 동돈대는 영조 29년에 함께 수축된 것이다.
2008년 4월 21일 광주시의 향토문화유산(기념물) 제4호로 지정되었다가, 2015년 10월 12일 남한산성의 부속방어 시설 유적인 신남성을 추가 지정하여 문화재 훼손방지와 함께 유적을 효율적으로 보존 관리하기 위하여 남한산성 사적(보호구역) 추가 지정됨에 따라 해제되었다.

## 개요
신남성(新南城)은 남한산성의 7암문에서 1.5km 떨어진 검단산 정상부에 쌓은 성으로 남격대라고도 한다. 병자호란 당시 청군이 이곳을 점령하여 호준포와 홍이포 7~8문을 포진시켜 성내를 공격하였다. 1710년(숙종 36) 남격대에 돈대(墩臺)를 쌓았으며 1719년 수어사 민진후(閔鎭厚)가 개축하였는데, 둘레가 743보, 여첩이 238타였다고 한다.
1753년(영조 29) 신남성 주변에 2개의 돈대를 쌓게 하였는데 동돈대는 검단성의 두 번째 봉우리에 세워졌다. 동돈대는 둘레 134m이고, 성벽의 두께는 4.3m로 원형을 이루고 있으며, 내부 면적은 1,381m2이다. 평균 높이는4m 내외이고 안쪽에1m 정도의 단이 조성되어 있다. 내부에 한국통신의 송신탑이 설치되어 있는데 1996년 증축공사로 인해 돈대의 상당 부분이 훼손되었고 서쪽의 출입구에 놓은 홍예석(虹霓石: 홍예문이나 홍예다리 따위를 트는 데 쓰는 쐐기 모양의 돌)도
차량진입을 위해 확장하여 신축하였다.
서돈대는 동돈대에서 서쪽으로 235m 거리에 있다. 남한산성 동쪽의 한봉과 함께 산성의 방어에 중요한 역할을 하는 지점이다. 서돈대의 둘레는 121m이고, 성내의 면적은 998m2로 동돈대보다 약간 작은 규모이지만 동돈대보다 시계가 좋다. 현재 서쪽 부분 성벽이5m 정도 결실된 상태이며, 원 상태를 알 수 없을 정도로 내부가 훼손되었으나 출입시설과 외곽 성벽은 비교적 잘 남아 있다. 출입구는 정교한 무사석(武沙石: 홍예석 옆에 층층이 쌓는 네모반듯한 돌) 위에 5매의 홍예석을 올렸는데 폭은152cm, 높이152cm이다.

## 현지 안내문
신남성은 검단산 정상부에 위치하며, 남격대(南格臺) 혹은 본성과 마주한다는 뜻의 대봉(臺奉)이라고도 불린다. 이곳은 남한산성 남쪽의 대부분 지역과 수어장대가 한 눈에 조망되는 곳으로 병자호란 당시 별봉과 함께 청군에세 점령당하였다. 병자호란 이전에도 이미 성이 있었다고 전해지며 숙종 45년 수어사 민진후가 신남성을 다시 쌓았다는 기록이 있다. 신남성에는 성을 쌓을 여건이 안되는 전략적 요충지에 설치하는 소규모 방어시설인 돈대(墩臺)가 동·서 두 곳에 있다. 동돈대는 1996년 한국통신 송신탑을 개축하는 과정에서 원형이 많이 훼손되었다. 서돈대가 위치한 곳은 병자호란 당시 청군들이 홍이포를 쏘아 포탄이 행궁에 맞았다는 기록도 있다. 신남성은 원래 하나로 연결된 성이었으나, 영조 28년에 현재처럼 2개의 돈대로 다시 쌓았다.

## 같이 보기
- 남한산성 - 사적 제57호

## 참고 문헌
- 『숙종실록』
- 『영조실록』
- 『광주시 향토문화유산지정 조사보고서』(2007)